# Johan Unger
Johan Severin Gunnar Unger, född den 17 augusti 1943 i Stockholm, är en svensk präst. Han är son till redaktör Gunnar Unger, bror till advokat Sven Unger och svärfar till Sara Sommerfeld. 
Unger blev teologie kandidat 1969, teologie doktor 1975 och docent vid Uppsala universitet 1982. Han prästvigdes för Karlstads stift 1969. Efter tjänstgöring som präst och akademisk lärare 1969–1977 var Unger kultursekreterare vid Svenska kyrkans kulturinstitur och kulturråd 1977–1991. Han var domprost i Växjö 1991–2005. Unger har publicerat böckerna On religious experience (dissertation, 1975), Människokunskap och människosyn (1982), Gudsupplevelse (1984) och Det saliga bytet (1987) samt artiklar i böcker, tidskrifter och tidningar.